# Otto Wallach
Otto Wallach (27 tháng 3 năm 1847 – 26 tháng 2 năm 1931) là một nhà hóa học người Đức. Ông được trao Giải Nobel Hóa học năm 1910. Ông "được trao giải thưởng để ghi nhận những đóng góp của ông trong việc phát triển ngành Hóa hữu cơ và Công nghiệp hóa học, bằng những nghiên cứu tiên phong trong lĩnh vực các hợp chất alicyclic."

## Tiểu sử
Wallach sinh ra tại Königsberg, con trai của một quan chức Phổ. Cha của ông là hậu duệ của một gia đình Do Thái đã chuyển đổi sang chủ nghĩa Lutheran. Mẹ ông là một người Đức theo Tin Lành. Cha Wallach đã được chuyển giao cho Stettin (Szczecin) và sau đó Potsdam. Otto Wallach đã đi đến trường trung học ở Potsdam, nơi ông đã học về văn học và lịch sử nghệ thuật, hai đối tượng đã quan tâm đến toàn bộ cuộc sống của mình. Vào thời gian này ông cũng bắt đầu thí nghiệm hóa học tư nhân tại nhà của cha mẹ.
Năm 1867, ông bắt đầu nghiên cứu hóa học tại Đại học Göttingen, nơi mà vào thời điểm này, Friedrich Wöhler là người đứng đầu của khoa hóa học hữu cơ. Sau khi một học kỳ tại Đại học Berlin với August Wilhelm von Hofmann, Wallach nhận bằng tiến sĩ từ Đại học Göttingen vào năm 1869, và làm giáo sư tại Đại học Bonn (1870-1889) và Đại học Göttingen (1889 - 1915). Wallach đã qua đời tại Göttingen.